# 던전앤파이터 리그
던전앤파이터 리그는 대한민국의 e스포츠 리그로, 던전 앤 파이터의 리그 대회이다.

## 던전 앤 파이터 리그 규칙(6차 기준)
- 지존1 이상, 35레벨 이상 참가 가능
- 각성기 사용 불가 (각성기 사용 시 탈락)
- 소모품 (무색 큐브 조각, 영혼의 결정 제외), 올빼미 사용 불가
- 예선대회 진행 시에만 계약 시리즈 사용 가능
- 패키지 / 이벤트 크리쳐, 칭호(TCG, 국가대표 포함) 사용 불가, 에픽 아이템 사용 불가
- 시즌 2. ACT2 패치 이후 업 데이트된 유니크 아이템 사용 불가 (고대던전 유니크, 55레벨 유니크) 그 외 모든 장비 사용 가능
- 일반, 상급, 상급 엠블렘 아바타만 사용 가능 (레어 / 이벤트 / 패키지 아바타 사용 불가) 단, 아바타에 장착하는 엠블렘은 제한 없이 모두 사용 가능.
- 강화 수치는 일괄적으로 동일하게 적용(무기/방어구 모두)
- 대장전 : 남성 거너, 여성 거너같은 직업 출전불가

## 역대리그

### 고래밥 컵 1차 리그
- 2007년 8월 1일부터 9월 19일까지 진행되었으며, 매주 수요일 밤 10시에 방송하였다.
- 서버 대항전 형식으로 진행하였다.
  - 개인전 챔피언: 프레이 서버 King's (김남규, 스트리트파이터)
  - 대장전 챔피언: 프레이 서버 야화 (안지환(스트리트파이터), 유나영(소환사), 정승혁(스핏파이어))

### 투니스컵 2차 리그
- 2007년 10월 30일부터 12월 18일까지 진행되었으며, 매주 화요일 밤 10시에 방송하였다.
- 챔피언 방어전 형식으로 진행되었다.
- 1차때 허용하였던 레어아바타 사용이 금지되었다.
  - 개인전 챔피언: 안톤 서버 바라코 (김현도, 스트라이커)
  - 대장전 챔피언: 카인 서버 지면군대 (장웅(스트라이커), 정준(스트리트파이터), 이선호(레인저))

### 신한은행컵 3차 리그
- 2008년 5월 16일부터 7월 18일까지 진행되었으며, 매주 금요일 오후 4시 30분에 방송되었다.
- 경기 도중 대회에 참가한 선수가 상대방 선수에게 귓속말로 특정스킬을 쓰지 말라고 위협하여 승리를 거둔것이 밝혀져 논란이 되었다.[2]
  - 개인전 챔피언: 시로코 서버 초붕 (박정완,그래플러)
  - 대장전 챔피언: 시로코 서버 방폭의 주범 (정시혁(스트리트파이터), 신현수(배틀메이지), 이상민(인파이터))

### 신한은행컵 4차 리그
- 2008년 9월 12일부터 11월 7일까지 진행되었으며, 매주 금요일 오후 5시에 방송되었다.
- 던파리그 선수출신이 해설을 맡기 시작하였다.(정준, 정덕기)
  - 개인전 챔피언: 안톤 서버 바라코(김현도, 스트라이커)
  - 대장전 챔피언: 대역죄인 (오수민(배틀메이지, 힐더), 김창원(그래플러, 카시야스), 유철규(웨펀마스터, 카인))

### 신한은행컵 5차 리그
- 2009년 1월 2일부터 2월 27까지 진행되었으며, 매주 금요일 오후 5시에 방송되었다.
- 챔피언 시드 쟁탈전 도입
  - 개인전 챔피언: 프레이 서버 시집(김현도, 스트라이커)
  - 대장전 챔피언: 20:3 (이덕주(레인저, 시로코), 박진제(메카닉, 안톤), 유나영(소환사, 프레이))

### G마켓컵 6차 리그
- 2009년 4월 14일부터 6월 7일까지 진행되었으며, 매주 금요일 오후 5시에 방송되었다.
- 온게임넷 편성시간 문제로 인해 일부 선수의 경기[3] 가 편집되었다. 편집된 경기는 온게임넷 공식 홈페이지와 온게임넷 던파리그 카페에서 볼 수 있다.
  - 개인전 챔피언: 프레이 서버 시집(김현도, 스트라이커)
  - 대장전 챔피언: 20:3 (이덕주(레인저, 오즈마), 박진제(메카닉, 안톤), 유나영(소환사, 프레이))

### 7차 리그 (산한은행컵 던전앤파이터 1차 챔피언십)
- 개인전 챔피언: 최재형, 엘리멘탈마스터
- 대장전 챔피언: 악마군단

### 소니 에릭슨 컵 던전앤파이터 9차 리그 (소니 에릭슨 컵 던전앤파이터 3차 챔피언십)
- 던파리그 최초로 중국인 선수 등장(신관첨정)
- 최초 양대(개인전,대장전)우승자 탄생 (권민우)
  - 대장전(우승: 고수, 준우승: 악마군단)
  - 개인전(우승: 권민우, 준우승: 신철우

### 액션토너먼트 시즌3 2013-14 윈터
- 온게임넷에서 마지막으로 중계한 리그

### 액션토너먼트 시즌4 2014 섬머
- 스포티비 게임즈에서 중계한 첫번째 시즌
- 우승
  - 개인전: 이현
  - 단체전 : 악마군단

### 액션토너먼트  2015 윈터
- 정소림 캐스터의 복귀(사이퍼즈 부문 진행)

### 중계진
- 1차 ~ 3차 : 성승헌, 온상민, 김태집
- 4차 ~ 6차 : 성승헌, 정준, 정덕기
- 7차 ~10차 : 성승헌, 정준, 이준행
- 액션 토너먼트 시즌1 : 성승헌, 정준
- 액션 토너먼트 2015 윈터
  - 던전앤파이터 : 성승헌, 정준
  - 사이퍼즈 : 정소림, 이준행, 오성균

## 논란
- 던전앤파이터 시스템 중 하나인 '스턱(stuck, 랜덤확률로 데미지를 맞지 않음)'으로 인해 경기 양상이 순식간에 바뀌거나 선수의 콤보가 끊어져, 매 대회마다 논란이 끊이질 않았다.
- 장비 자유와 엠블렘으로 인해 능력치 격차가 벌어지게 되어, 논란이 되었다.